# Aleksy Antkiewicz
Aleksy Antkiewicz (n. 12 noiembrie 1923, Nowe Miasto Lubawskie, Warmia și Mazuria, Polonia – d. 3 aprilie 2005, Gdańsk, Polonia) a fost un boxer ce a reprezentat Polonia, medaliat olimpic. A participat la două ediții ale Jocurilor Olimpice (1948, 1952) în care a câștigat o medalie de argint și o medalie de bronz.